# Dwayne Evans
Dwayne Eugene Evans (ur. 13 października 1958 w Phoenix w Arizonie) – amerykański lekkoatleta sprinter, medalista olimpijski z Montrealu z 1976.
Evans ukończył w 1976 szkołę średnią w Phoenix i w tym samym roku zakwalifikował się do reprezentacji amerykańskiej na igrzyska olimpijskie w Montrealu. Na igrzyskach wystąpił w biegu na 200 metrów, w którym zdobył brązowy medal za Jamajczykiem Donem Quarrie i swym rodakiem Millardem Hamptonem.
Później już nie odnosił takich sukcesów, ale był mistrzem Stanów Zjednoczonych (AAU) na 200 metrów w 1979 oraz akademickim mistrzem USA (NCAA) na tym samym dystansie w 1981. Studiował na University of Arizona.

## Rekordy życiowe
- bieg na 100 jardów – 9,4 s (1975)
- bieg na 100 metrów – 10,20 s (1981)
- bieg na 200 metrów – 20,08 s (1987)
- bieg na 300 metrów – 32,75 (1984)
- bieg na 400 metrów – 47,1 s (1981)
- bieg na 300 metrów (hala) – 33,01 (1984)[2]
- bieg na 300 jardów – 29,16 (1981)[2][3]